# Дигитални новчаник
Дигитални новчаник, који се назива и е-новчаник или мобилни новчаник, је електронски уређај, онлајн услуга или софтверски програм који омогућава једној страни да обавља електронске трансакције са другом страном. Приликом размене, дигиталне новчанице се размењују за добра и услуге. Овај финансијски алат за обављање трансакција пружа практичност приликом плаћања, где није потребно носити физичке картице. Дигитални новчаник складишти податке о кредитним и дебитним картицама, или банци, сигурно чува информације о плаћању и лозинке потребне за коришћење картица, након чега се може безбедно и лако обављати плаћање приликом куповине, путем паметног уређаја на којем се новчаник налази.
Дигитални новчаник најчешће проналазимо у облику апликације на паметном телефону, мада он може постојати и у другим обицима, попут личних рачунара, паметних сатова и других паметних уређаја. Међутим, мобилна апликација је неупоредиво најпопуларнија верзија дигиталног новчаника, због своје покретљивости и флексибилности.

## Технологија
Дигитални новчаници су апликације, дизајниране да искористе способности мобилних уређаја (најчешће) како би побољшали приступ финансијским производима и услугама. Суштински, е-новчаници елиминишу потребу за ношењем физичког новчаника, тако што безбедно чувају све информације о плаћању потрошача. Рад дигиталних новчаника укључује коришћење бежичних могућности мобилних уређаја како би безбедно пренели податке о плаћању са уређаја до тачке прилагођене за читање података путем сигнала.
Тренутно, технологије које користе мобилни уређаји са дигиталним новчаницима су:
- QR кодови - Матрице кодова које садрже информације, скениране помоћу камере уређаја и система за скенирање новчаника ради покретања плаћања. (ИПС[1])
- Блиска комуникација (NFC) - Технологија која омогућава да се два паметна уређаја повежу и пренесу информације путем електромагнетних сигнал, захтевајући близину за повезивње.[2]
- Магнетна сигурносна трансмисија (MST) - Слична технологија коју користе читачи магнетних картица, генеришући енкриптовано поље које тачка продаје може очитати током трансакције. (Samsung Pay)

Када се информације о картицама које су сачуване у дигиталном новчанику изаберу за трансакцију, преносе се са уређаја до терминала тачке продаје, повезаног са процесорима за плаћање. Затим, кроз процесоре, портале и друге стране укључене у трансакције кредитним и дебитним картицама, плаћање се усмерава кроз мреже картица и банке ради извршења трансакције.

### Дигитални новчаник за криптовалуте
С обзиром на укљученост криптовалута у финансијски систем, осмишљене су и картице које омогућавају плаћање у криптовалутама. Дигитални новчаник за криптовалуте се користи за складиштење приватних података за криптовалуте попут Биткоина. Дигитални новчаници као што су Apple Pay и Google Pay омогућавају додавање Bitpay дебитне картице, која конвертује криптовалуту у доларе (и друге валуте) према тренутној тржишној вредности ради једноставније куповине и коришћења новца.

## Врсте дигиталних новчаника
Већ поменути Apple Pay и Google Pay, спадају у једне од најзаступљенијих дигиталних новчаника, а поред њих можемо поменути и:
- Cash App
- Samsung Pay
- PayPal One Touch
- AliPay
- Walmart Pay

Већина новчаника покушава да се разликује од конкуренције на различите начине. На пример, Гуглова услуга дигиталног новчаника омогучава додавање средстава у новчаник путем телефона, а затим се средства могу трошити у продавницама или куповином преко интернета, тамо где су плаћања Google Pay новчаником прихваћена. На овај начин се корисници привлаче да користе апликацију новчаника због једноставности и брзине коришћења.
Ово је посматрање врста дигиталних новчаника у односу на њиховог произвођача и ово су конкретни примери новчаника. Даље ћемо посматрати поделу врста новчаника према спектру трансакција за које се користе.
1. Затворени новчаник - Компанија може развити сопствени затворени новчаник за своје кориснике. Корисници затвореног новчаника могу бити запослени или корисници производа/услуге коју компанија продаје. У затвореном дигиталном новчанику се налазе средства којa се користе само за трансакције са издавачем новчаника. Новац од отказивања, рефундације или поврата чува се искључиво у овим новчаницима. Пример затвореног новчаника је Amazon Pay.
2. Полу-затворени новчаник - Овај тип дигиталног новчаника омогућава корисницима обављање трансакција код одређених трговаца и на одређеним локацијама. Иако је подручје покривености таквих новчаника ограничено, куповина је поједностављена. За израду оваквих новчаника, трговци морају закључити уговоре или споразуме са другим компанијама како би прихватили плаћања путем мобилних новчаника.
3. Отворени новчаник - Банке или институције које су партнери са банкама издају отворене новчанике. Корисници са отвореним новчаницима могу их користити за све трансакције које су дозвољене полу-затвореним новчаницима, уз могућност повлачења новчаних средстава из банака и са бакомата, као и трансфера средстава.[6]

## Предности и мане
| Предности коришћења дигиталних новчаника | Мане коришћења дигиталних новчаника |
| --- | --- |
| Ограничена изложеност информацијаКоришћење дигиталног новчаника побољшава безбедност картица и личних идентификација, смањујући ризик од изложености.                                                                 | Није примењен и прихваћен свудаМање продавнице или мање равијена подручја понекада нису опремљени за прихватање плаћања путем дигиталних новчаника, што ограничава њихову примену.                                                                                                |
| Елиминисање потребе за ношењем физичких картица и папирних новчаницаЧување различитих облика плаћања и идентификација на мобилном уређају значи мање ношења и смањење губитка и крађе важних ствари.                  | Зависи од Bluetooth-а или од WiFi-аУ ситуацијама где нема доступности Bluetooth или WiFi повезивања, као што је случај у подручјима без приступа интернету или када електронске тачке не функционишу, плаћање путем дигиталног новчаника може бити немогуће.                      |
| Повећан приступ финансијским услугамаДоступност дигиталних новчаника пружа људима у недовољно развијеним подручјима више опција за плаћање и трговину, потенцијално унапређујући укупан приступ финансијским услугама | Ризик од крађе идентитета или превареУколико уређај нема адекватне сигурносне мере, као што су лозинка или биометријски подаци, или ако дигитални новчаник буде хакован, постоји рањивост на потенцијалну криминалну употребу информација, што може довести до крађе или преваре. |